# Дзеньґелувка

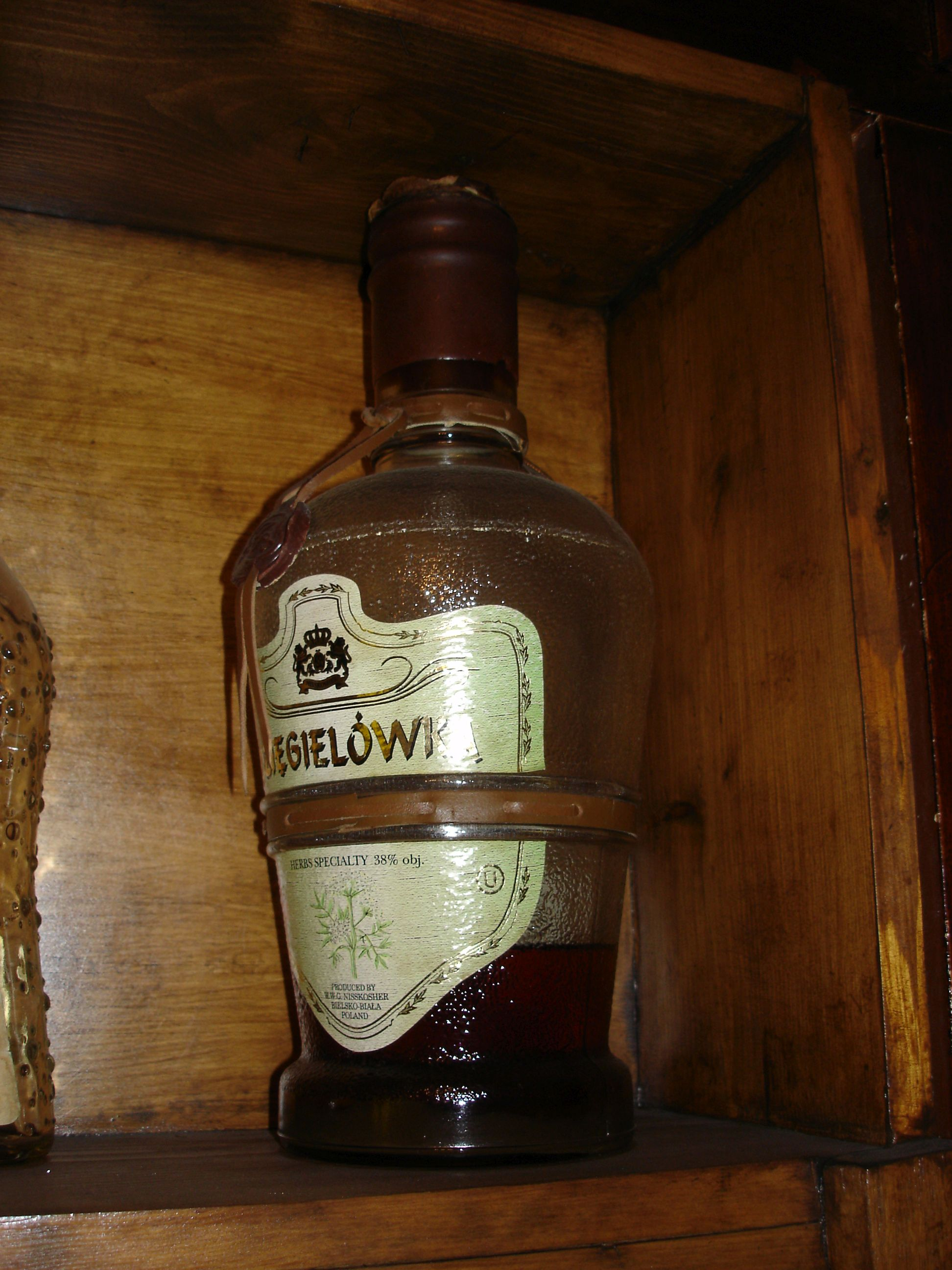
Пляшка з-під дзеньґелувки, музей Барбари та Станіслава Птака в Катовиці, 2017

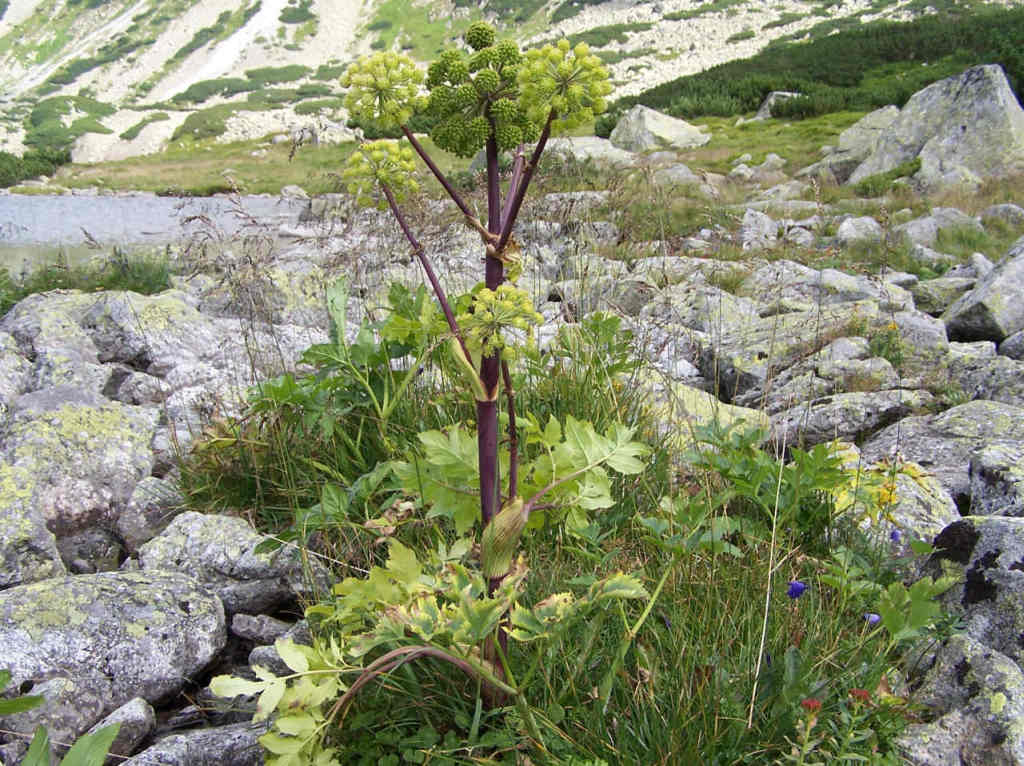
Дягель лікарський в Високих Татрах Польщі, 2006

Дзеньґелувка, літворувка — польська настоянка на основі кореня і/або стовбура дягеля лікарського, раніше популярного серед інших у Підгаллі та Литві. Їй приписували цілющі властивості, а саме сприятливий вплив на травну систему. 
Відповідно до характеристик Міністерства сільського господарства, це в’язка жовто-зелена рідина, гостра і терпка на смак з 35-45% вмістом спирту, виготовлена із стебел дягеля, зібраних у травні. 
У промислових масштабах дзеньґелувка як горілка з сухої трави виробляється в Польщі на горілчаній фабриці фірми Nisskosher з Бельсько-Бяла. 
15 травня 2006 дзеньґелувка внесена до національного переліку традиційних продуктів Міністерства сільського господарства та розвитку села Куявсько-Поморського воєводства. 
Дзеньґелувка згадана у творі Владислава Сирокомля під назвою «До каніфолі» з 1849 року: 
|  | «Болить серце чи головка, Чи нудоти об'являться, Дзеньґелувка та перцівка, Врятує, не забариться» |